# Inapa
Inapa Portugal (Indústria Nacional de Papeis) ist ein portugiesisches multinationales Unternehmen im Papier- und Zellstoffsektor und das einzige börsennotierte Unternehmen im Papiervertriebssektor in Europa.

## Hintergrund
Inapa begann im Jahr 1965 in der Papierproduktion, stieg aber im Jahr 2000 aus diesem Geschäft aus, um sich auf den Vertrieb von Papier zu konzentrieren. Im Jahr 2007 konzentrierte Inapa sich auch auf den Vertrieb von Verpackungslösungen und Produkten für die visuelle Kommunikation (VisCom), da dies Geschäftsbereiche mit Wachstums- und Profitabilitätspotenzial sind.
Präsident (Chairman Board of Directors) ist Álvaro Pinto Correia, CEO (Chairman Executive Committe) ist Diogo Bastos Mendes Rezende.
In Sintra existiert ein Logistikzentrum, das täglich rund 250 Tonnen Papier im ganzen Land verteilt. Dazu gehören Lagerhallen im Hafen von Setúbal sowie auf den Azoren.
Holdinggesellschaft der Inapa Gruppe ist die Inapa Investimentos Participações Gestão S.A.
Zur Inapa-Gruppe gehören (Stand 1. Januar 2017):
- Inapa Portugal
- Inapa España (Idisa)
- Inapa France
- Inapa Belgique
- Inapa Luxembourg
- Inapa Deutschland (Deutschland)
- Inapa Packaging GmbH (Deutschland)
- Inapa Angola
- Korda (Türkei)

Inapa hat dreimal hintereinander in den Jahren 2011, 2012 und 2013 den vom britischen World Finance Magazine gestifteten Best Corporate Governance Award gewonnen.

## Eigentümerstrukturen
| Anteil (Stimmrechte) | Anteilseigner                               |
| -------------------- | ------------------------------------------- |
| 30,61 %              | Banco Comercial Português                   |
| 24,94 %              | Caixa Geral de Depósitos                    |
| 8,22 %               | Parpública SGPS – Öffentliche Investitionen |
| 6,11 %               | Novo Banco                                  |
| 4,21 %               | Nova Expressão                              |
| 25,91 %              | Streubesitz                                 |

Stand: 28. April 2017